# Kaladont
Il kaladont o kalodont è un gioco verbale molto popolare nei Paesi in cui si parla una delle lingue slave meridionali, come Croazia, Montenegro, Serbia, Slovenia, Bosnia ed Erzegovina e Macedonia del Nord, in cui i giocatori a turno dicono una parola che deve cominciare con le ultime due lettere della parola precedente. Il nome ha origine dalla marca di dentifricio Kalodont, prodotta a Vienna e venduta nell'Austria-Ungheria per quasi un secolo a partire dal 1887, divenuta tanto famosa da far sì che, nelle lingue slave meridionali, il suo nome diventasse sinonimo di "dentifricio"; nel gioco, tale parole risulta essere sempre vincente poiché nelle lingue slave meridionali non esiste alcuna parola che inizi con nt.

## Regole
Il gioco inizia con uno dei giocatori che dice una parola, a questo punto ogni altro giocatore, a turno, deve dire una parola che inizia con le ultime due lettere della parola detta dal giocatore precedente, con alcuni limiti dati dal fatto che la parole deva essere di almeno quattro lettere, non può essere una parola composta né un nome proprio, non deve essere un verbo coniugato (ossia vale solo la forma infinita di un verbo) né un sostantivo declinato (nelle lingue slave meridionali sono presenti i casi, e nel kaladont sono ammessi solo i sostantivi declinati al nominativo) e non può essere una parola già utilizzata durante lo stesso turno. Quando uno dei giocatori non riesce a trovare una parola che soddisfi i requisiti, questo viene eliminato dal gioco, mentre il vincitore del turno è il giocatore che ha pronunciato l'ultima parola, il quale ha anche il diritto di pronunciare la prima parola del turno successivo. Se un giocatore pronuncia una parola che termina con "ka", il primo giocatore a dire "kaladont" è il vincitore.

## Varianti
Nel mondo esistono molti giochi simili al kaladont, talvolta quasi senza alcuna differenza. In Giappone, ad esempio, esiste lo Shiritori,  in cui ogni parola deve iniziare con la stessa sillaba (kana), e non con le ultime due lettere come nel kaladont, con cui finisce la parola detta dal giocatore precedente.